# Bói cá lùn quần đảo Maluku
Bói cá lùn quần đảo Maluku (danh pháp hai phần: Ceyx lepidus) là một loài chim thuộc Họ Bồng chanh. Loài này hiểu theo nghĩa hẹp (sensu stricto) sinh sống trong khu vực quần đảo Maluku thuộc Indonesia.

## Phân loài
- C. l. uropygialis Gray, GR, 1861: Từ đảo Morotai tới đảo Obi (bắc quần đảo Maluku).[3]
- C. l. lepidus: Đảo Seram và các đảo vệ tinh (đông trung quần đảo Maluku) và đảo Watubela (nam quần đảo Maluku).[3]